# حضارة الفينكا
حضارة الفينكا (بالإنجليزية: Vinča culture)‏، هي حضارة أثرية في جنوب شرق أوروبا، تعود إلى حقبة العصر الحجري الحديث في الفترة 5700-4500 قبل الميلاد أو 5300-4700 / 4500 قبل الميلاد. ازدهرت الحضارة في المناطق التي تُمثل حاليا صربيا، وأجزاء من بلغاريا ومقدونيا ورومانيا (خاصة ترانسيلفانيا).